# Butch Warren
Butch Warren (9. srpna 1939 Washington, D.C. – 5. října 2013 Silver Spring, Maryland) byl americký jazzový kontrabasista. Svou profesionální kariéru zahájil již ve čtrnácti letech, kdy hrál ve skupině svého otce, klavíristy Edwarda Warrena. Později působil ve skupině houslisty Stuffa Smithe a saxofonisty Ricka Hendersona. V roce 1958 se přestěhoval do New Yorku, kde začal spolupracovat s Kenny Dorhamem.
Během své kariéry spolupracoval s řadou dalších hudebníků, mezi které patří Herbie Hancock, Stanley Turrentine, Jackie McLean, Sonny Clark, Thelonious Monk a Elmo Hope.
Zemřel na rakovinu plic ve svých čtyřiasedmdesáti letech.